# Elizabeth (canción)
«Elizabeth» es un sencillo de la banda de heavy metal sueca Ghost. La canción fue publicada como sencillo principal del álbum debut de la banda, Opus Eponymous.

## Historia y publicación
El título de «Elizabeth» es debido a Erzsébet Báthory. En 2010, la banda produjo un demo de tres canciones y el sencillo en vinilo «Elizabeth», antes de lanzar su primer álbum de estudio, Opus Eponymous el 18 de octubre de 2010.

## Lista de canciones
| N.º  | Título        | Duración |  |
| 1.   | «Elizabeth»   | 3:54     |  |
| 2.   | «Death Knell» | 4:35     |  |
| 8:29 |               |          |  |

## Miembros
- Papa Emeritus  – Voz
- Nameless Ghouls – Guitarra , bajo , teclado , batería , guitarra rítmica